# Double Collision
Double collision est un épisode de la série télévisée Stargate Atlantis. C'est le dixième épisode de la saison 4 et le 70e épisode de la série.

## Scénario
Sur Atlantis, Sheppard, Teyla, Ronon et McKay trouvent tous les habitants de la cité étranges.
Soudain après un douloureux entrainement avec Ronon Sheppard est légèrement blessé mais se rend compte qu'il est guéri quand il arrive à l'infirmerie. Cependant quand elle l'analyse pour ce mystérieux phénomène Keller lui annonce qu'il n'a rien. Bientôt, les 3 compagnons de Sheppard se rendent compte qu'eux aussi ont des dons de guérison. Ils font alors leurs propres analyses et découvrent qu'ils ont le corps infesté de nanites, ces machines produites par les Asurans et qui réparent les corps (mêmes humains).
Soudain, ils trouvent dans une pièce d'Atlantis le docteur Weir et la réveillent, mais sont soudain retrouvés par Keller qui leur explique la vérité : ils ne sont pas sur Atlantis, elle n'est pas Keller mais une Asuran, et ils ne sont pas Sheppard, Ronon, McKay et Teyla. Ils ont été clonés à partir des données récoltées lors de la capture de l'équipe par les Asurans (dans Copies conformes). Quant au double de Weir, elle a été créée lors de la capture de cette dernière qui était restée pour permettre à ses camarades de s'échapper (Dernier Recours). Ils ont créé ces clones afin de les observer pour comprendre pourquoi ils n'arrivaient pas à atteindre l'ascension en leur donnant la mémoire de leurs modèles. Ils ont en outre obtenu le pouvoir de prendre n'importe quelle apparence afin de les tromper en se faisant passer pour les autres habitants de la cité.
Keller les informe que la véritable Weir est morte car après qu'ils eurent tenté d'en faire une Asuran elle se servait de sa partie humaine pour les influencer et ils ont dû la tuer. En outre, les 5 clones ne sont pas des Asurans comme elle et le reste des faux habitants d'Atlantis mais sont entièrement humains (hormis les nanites). Keller et ces derniers n'agissent pas au nom de tous les Asurans : ils désobéissent à tous les autres pour découvrir la voie de l'ascension. Et justement les autres membres de leur peuple arrivent et attaquent la "Cité", qui ne va pas tarder à être détruite. Le double de Weir parvient à convaincre "Keller" de les laisser partir afin de ne pas les considérer comme des "Erreurs de recherche" (comme les Anciens envers les Asurans). "Keller" leur donne alors un appareil capable de localiser tous les puissants vaisseaux Asurans dans la galaxie de Pégase mais ne peut les accompagner car les Asurans la repèreraient immédiatement. L'équipe des clones s'enfuit avec un Jumper tandis que "Atlantis" est détruite.
De son côté la véritable équipe d'Atlantis a la surprise de recevoir un message de Weir (en fait son clone) qui leur explique la situation. Les deux équipes (la vraie et celle des clones) se retrouvent sur une planète. Les clones leur donnent l'appareil que « Keller » leur a confié et leurs apprend la mort de Weir. Soudain les Réplicateurs qui ont suivi les clones arrivent, empêchant l'utilisation de la Porte des étoiles. L'équipe des clones décide alors de créer une diversion pour permettre à la véritable équipe de s'échapper. Ces derniers y parviennent, tandis que le Jumper des clones s'écrase dans la forêt. Quand ils arrivent, les Asurans ne trouvent que les cadavres des clones de Weir, Ronon, Teyla et McKay ainsi que celui de Sheppard qui après que ses blessures guérissent soudainement parvient à leur dire « Et ouais, même moi j'y ai cru » avant que l'un des Asurans ne l'exécute en lui tirant dessus à bout portant.
L'épisode se termine alors que Mckay parvient à interfacer l'appareil, et découvre l'étendue de la flotte Asuran.